# Бессонов, Василий Иванович
Василий Иванович Бессонов (22 мая 1895, Симферополь, Российская империя — 11 мая 1938, Самара, СССР ) — советский государственный и партийный деятель. Исполняющий обязанности Наркома финансов Казахской ССР.

## Биография
Василий Бессонов родился в 1895 году в Симферополе в семье путевого обходчика. Русский. В 1910 году окончил пять классов земской школы на станции Джанкой, Таврическая губерния.
С 1912 по 1915 годы работал чернорабочим и мастером в мастерских по производству цементных изделий в Симферополе, Бердянском уезде Таврической губернии и Белёвском уезде Тульской губернии.
В 1915 году был мобилизован в царскую армию, где служил рядовым в 1-м артиллерийском полку, после Февральской революции секретарём гарнизонного солдатского комитета в Ревеле (ныне Таллин).
В декабре 1917 года присоединился к Красной армии, занимая должности казначея, делопроизводителя и заместителя военного комиссара Ревельского отдельного авиационного полка.
С 1920 года Бессонов активно участвовал в партийной и государственной работе. Занимал должности в Оренбурге, где был заместителем председателя Комиссии по ликвидации последствий голода, а также заместителем комиссара продовольствия и заведующим губернским финансовым отделом. Кандидат в члены КазЦИКа (1924).
В 1928–1930 годах он работал в Средневолжском крае, занимая посты в финансовом управлении и трестах совхозов. С 1930 по 1932 годы был уполномоченным, заведующим краевой конторой «Сортово-семеноводческого треста» по Средневолжскому краю в городе Самара. 28.03.1932-27.11.1932 – заведующий финансовым управлением Средневолжского крайисполкома, город Самара.
21-27 января 1932 года делегат 3-й СВ краевой партконференции. Избран членом Средневолжской краевой Контрольной Комиссии ВКП(б) (в должности заместителя заведующего крайФУ).
В 1932 году Василий Бессонов переехал в Казахстан, где продолжил работу в сфере финансов. С декабря 1932 года по декабрь 1936 года первый заместитель Наркома финансов. С октября 1933 по январь 1935 года исполнял обязанности Наркома финансов Казахской ССР. С декабря 1936 года по октябрь 1937 года второй заместитель Наркома финансов КазССР. В 1937 году председатель Ревизионной комиссии ЦК КП(б) Казахстана (в должности заместителя Наркома финансов Казахской ССР).

### Последние годы
13 октября 1937 года В.И. Бессонов был исключён из партии решением Алма-Атинского городского комитета КП(б) Казахстана. В этот же день, 13 октября 1937 года, он был арестован в Алма-Ате и вскоре препровождён в город Куйбышев для дальнейшего следствия. 28 марта 1938 года В.И. Бессонов был включён в так называемый «Сталинский список» от 28 марта 1938 года по Куйбышевской области, категория 1 (расстрел). Этот список был завизирован Сталиным, Молотовым, Кагановичем, Ждановым и Ворошиловым.
11 мая 1938 года выездная сессия Военной коллегии Верховного суда СССР в Куйбышеве, рассматривая дело Бессонова в составе группы куйбышевских работников, приговорила его к расстрелу. В этот же день, 11 мая 1938 года, приговор был приведён в исполнение. Родственникам В.И. Бессонова была сообщена фиктивная дата его смерти — 16 июля 1939 года, якобы от паралича сердца. «Справка о смерти» была выдана городским бюро ЗАГС города Куйбышева.
2 февраля 1957 года В.И. Бессонов был реабилитирован определением Военной коллегии Верховного суда СССР за отсутствием состава преступления. 22 марта 1957 года решением бюро Куйбышевского обкома КПСС он был восстановлен в партии посмертно.

### Семья
Жена — Антонина Алексеевна Подгарская-Сидорова. Она добилась посмертной реабилитации и восстановления Бессонова в партии.